# بيل جونز (لاعب كرة سلة مواليد 1966)
بيل جونز (بالإنجليزية: Bill Jones)‏ مواليد 18 مارس 1966 في ديترويت، هو لاعب كرة سلة أمريكي سابق. بدأ مسيرته الاحترافية في سنة 1985. لعب مع وندسور إكسبرس في دوري كندا الوطني لكرة السلة. يبلغ طوله 6 قدم 7 بوصة (2.0 م). اعتزل اللعب في 2001.

## المسيرة الاحترافية
لعب مع بروكلين نتس في موسم 1988–89 ، ثم لعب مع بي سي إم جرافيلين في الدوري الفرنسي في موسم 1992–1993، ثم لعب مع باسكت نابولي في موسم 1998–1999.

## روابط خارجية
- بيل جونز على موقع إن بي أي (الإنجليزية)
- بيل جونز على موقع سبورتس رفرنس (الإنجليزية)
- بيل جونز على موقع كرة السلة الأوروبية.كوم (الإنجليزية)
- بيل جونز على موقع كلية كرة السلة في سبورتس رفرنس.كوم (الإنجليزية)
- بيل جونز على موقع ريلجم (الإنجليزية)
- بيل جونز على موقع بروبوليرز (الإنجليزية)
- بيل جونز على موقع سبورتس رفرنس (الإنجليزية)